# Galis Dajah
Galis Dajah is een bestuurslaag in het regentschap Bangkalan van de provincie Oost-Java, Indonesië. Galis Dajah telt 3322 inwoners (volkstelling 2010).